# Маскування (хімія)
Маскува́ння — метод усунення впливу наявних у розчині іонів на процес визначення інших компонентів. Зазвичай це досягається шляхом зв'язування іонів в інертні комплекси, зміною ступеня окиснення частки або ж осадженням (чи екстракцією) зайвих компонентів з розчину.
Метод дозволяє суттєво заощадити час і знизити трудомісткість аналізу, виключивши необхідність повного відділення іонів, що заважають ходу аналізу. Також використання принципу маскування підвищує точність результатів.
Маскування застосовується при осадженні досліджуваних речовин, титриметричному, фотометричному й електрохімічному методах аналізу.

## Визначення
При додаванні в ході аналізу деякого реагенту до розчину він може реагувати не лише із цільовим, визначуваним компонентом (іоном), а і з декількома іншими. Тому метою маскування є запобігання протіканню небажаних реакцій без впливу на основну взаємодію. Наприклад, при визначенні іонів La3+ реакцією комплексоутворення з ЕДТА у розчині, що містить також іони Zn2+, результатом стане утворення комплексів з обома катіонами. Однак після попереднього додавання надлишку іонів CN- (за pH 8) цинк зв'язується у міцний комплекс і не перешкоджає визначенню лантану. Додаваний ціанід у цьому випадку є так званим маскувальним агентом.

## Способи маскування

### Зміна ступеня окиснення
Попередня зміна ступеня окиснення елементу у компоненті, що реагує паралельно із визначуваною часткою і заважає визначенню, може призвести до втрати ним здатності брати участь у реакції. Маскувальними агентами у цьому випадку є окисники і відновники (або постійний електричний струм).
Типовими відновниками є тіосульфат натрію, аскорбінова кислота, хлорид стануму(II). Їх застосовують для усунення дії As(V), Ce(IV), Fe(III), Cr(VI), Cu(I) тощо. Наприклад, за фотометричного визначення вмісту іонів Кобальту(III) методом тіоціанатометрії наявні катіони Fe(III) відновлюють хлоридом стануму до іонів Fe(II), які вже не реагують з тіоціанат-іонами.
Серед окисників у маскуванні поширені перманганат калію і дихромат калію. Вони використовуються для усунення впливу (окиснення) Sb(III), Cr(III), NO2-, C2O42-, S2O82-.

### Комплексоутворення
Зв'язування у комплекс при взаємодії з органічними або неорганічними лігандами є найпоширенішим способом маскування. Головними вимогами до такого методу є утворення стійкого, розчинного комплексу і відсутність перешкод для протікання основної реакції.
Значне застосування як ліганди мають у цьому методі ціаніди, флуориди, аміак і комплексони.

### Осадження
Усунення впливу зайвого компоненту в результаті осадження застосовують у випадку, коли наявний у розчині осад ніяким чином не заважатиме подальшому визначенню. Зокрема, якщо перед проведенням визначення утворений осад необхідно відфільтрувати, то осадження не відноситься до методів маскування.
Процес осадження застосовується, наприклад, при комплексонометричному титруванні іонів кальцію, попередньо усунувши вплив іонів магнію шляхом осадження його у формі гідроксиду.